# Кууджуак
Кууййуак (фр. Kuujjuaq, инуктитут ᑰᔾᔪᐊᖅ) — крупнейшая северная деревня (инуитский муниципалитет) в районе Нунавик региона Северный Квебек, провинция Квебек, Канада. Муниципалитет расположен в устье реки Коксоак.
25 августа 1811 года британская компания Гудзонова залива при поддержке моравских миссионеров основала здесь торговое поселение, которому они дали название Форт-Шимо (искажённая инуитская фраза «пожмём руки»). Основное население колонии составили полукочевые охотники инуиты и наскапи, поставлявшие приезжавшим сюда англичанам пушнину. Из-за падения мировых цен на период с 1842 по 1866 годы форт полностью прекращал свою работу. В этот период он входил в состав так называемых Северо-Западных территорий, потом был включён в состав дистрикта Унгава, переданного франкоязычной провинции Квебек в 1912 году. В 1942 году Канада разместила здесь американскую военную базу, расформированную после войны. В 1956 году индейцы-наскапи покинули посёлок по неясным причинам. В 1979 году Форт-Шимо стал столицей автономной территории Нунавик и основным правительственным центром инуитского курултая — Кативика, после чего получил автохтонное название Кууййуак (в переводе «большая река»).
По данным последней переписи 2011 года, население Кууййуака составило 2375 человек. По данным прошлой переписи 2006 года оно насчитывало 2132 человека, среди которых 81 % — инуиты, называющие себя кууййуамиут, и 19 % — европейцы (в основном франко-канадцы). Город трёхъязычен: 68,8 % населения считают родным язык инуктитут, 17,2 % — французский и 10,5 % — английский. Из-за высокого естественного прироста автохтонного населения в городе наблюдается острая нехватка жилья.
Имеется аэропорт с двумя взлётно-посадочными полосами.